# Список алгоритмів
Нижче наведений не вичерпний список алгоритмів.

## Комбінаторні алгоритми

### Алгоритми на графах

#### Обхід графа
- Пошук в ширину: обходить граф рівень за рівнем
- Пошук в глибину: обходить граф гілка за гілкою
- Пошук в глибину з ітеративним заглибленням: обходить граф гілка за гілкою щоразу збільшуючи глибину обходу
- Пошук за першим найкращим збігом: обходить граф в порядку важливості елементів, використовується черга з пріоритетами

#### Сортування
- Топологічне сортування — будується коректна послідовність виконання дій, будь-яка з яких може залежати від іншої

#### Компонента зв'язності графа
- Алгоритм Косараджу (матриця суміжності {\displaystyle O(V^{2})}, список суміжності {\displaystyle O(V+E)}) — алгоритм для знаходження компонент сильної зв'язності орієнтованого графа
- Міст {\displaystyle O(|V|+|E|)} — ребро, видалення якого збільшує кількість компонент зв'язності
- Двозв'язна компонента (Шарнір) — вершина, видалення якого збільшує кількість компонент зв'язності
- Алгоритм компонент сильної зв'язності по шляхах[en] (Габова)
- Алгоритм Тар'яна

#### Побудова кістякового дерева
- Алгоритм Борувки ({\displaystyle \mathop {O} (E\log V)}) — знаходить мінімальне кістякове дерево в графі
- Алгоритм Крускала ({\displaystyle \mathop {O} (E\log E)}) — знаходить мінімальне кістякове дерево в графі
- Алгоритм Прима (списки суміжності (матриця суміжності){\displaystyle O(V^{2})}) — знаходить кістякове дерево мінімальної ваги у зв'язному графі
- нім. Algorithmus von Tarjan zur Bestimmung eines minimalen Spannbaumes

#### Пошук найкоротшого шляху
- Алгоритм Дейкстри ({\displaystyle O(|E|+|V|\log |V|)}) — обчислює найкоротший шлях у графі з невід'ємними вагами ребер
- Алгоритм Флойда — Воршелла ({\displaystyle O(|V|^{3})}) — розв'язує проблему знаходження всіх пар найкоротших шляхів в підвішеному направленому графі
- Алгоритм Джонсона ({\displaystyle O(V^{2}\log V+VE)}) — обчислює найкоротші шляхи між усіма парами вершин зваженого орієнтованого графа
- Алгоритм Беллмана — Форда ({\displaystyle O(|V||E|)}) — знаходить найкоротші шляхи у зваженому графі (де деякі ваги ребер можуть бути негативними)
- Алгоритм Левіта — знаходження найкоротших шляхів до всіх вершин
- Алгоритм пошуку A* ({\displaystyle O(|V|\cdot \log |V|)}) — пошук найкоротшого шляху між двома вершинами з додатніми вагами ребер.
- англ. Min-plus matrix multiplication
- Алгоритм Данцига — знаходження найкоротших шляхів до всіх вершин планарний планарного спрямованого графа
- Алгоритм Лі(Хвильовий алгоритм) — дозволяє знайти мінімальний шлях в графі з ребрами одиничної довжини.

#### Розфарбовування графів
- Вершинне розфарбовування графів
  - Жадібна розмальовка
- Реберне розфарбовування графів

#### Пошук найвигіднішого шляху
- Задача комівояжера
  - Метод найближчого сусіда
  - Алгоритм Крістофідеса[en]
  - Алгоритм інтелектуальних крапель — алгоритм рою (колективного інтелекту) на основі алгоритму оптимізації

#### Потоки в мережах
- Алгоритм Форда — Фалкерсона (1956) — обчислює максимальний потік у графі
- Алгоритм Едмондса — Карпа (1969) — модифікація алгоритму Форда — Фалкерсона
- Алгоритм Дініца (1970)
- Алгоритм Едмондс - Карпа[прояснити] (1972) — локально-максимального збільшення
- Алгоритм Дініца 2 (1973)
- Алгоритм Карзанова (1974)
- Алгоритм Черкаського (1977)
- Алгоритм Малхотри — Кумара — Махешварі (1977)
- Алгоритм Галіла (1980)
- Алгоритм Галіла — Наамада (1980)
- Алгоритм Слейтора — Тар'яна (1983)
- Алгоритм Габо (1985)
- Алгоритм Голдберга - Тар'яна[en] (1988)
- Алгоритм Ахьюа — Орліна (1989)
- Алгоритм Ахьюа — Орліна — Тар'яна (1989)
- Алгоритм Кінга — Рао — Тар'яна 1 (1992)
- Алгоритм Кінга — Рао — Тар'яна 2 (1994)
- Алгоритм Черіяна — Хейджрапа — Мехлхорна (1996)
- Алгоритм Голдберга — Рао (1998)
- Алгоритм Келнера — Мондри — Спілман — Тена (2010)
- Алгоритм Орліна 1 (2012)
- Алгоритм Орліна 2 (2012)

#### Кліки
- Алгоритм Брона-Кербоша — пошуку всіх клік (знаходження найбільших максимальних незалежних по включенню множин вершин графа).

#### Цикли
- Простий цикл
- Гамільтонів цикл
- Ейлерів цикл

#### Парування
- Алгоритм Гопкрофта — Карпа ({\displaystyle O(E{\sqrt {V}})}) — знаходить найбільше парування в двочастковому графі
- Угорський алгоритм (алгоритм Куна) ({\displaystyle O(n^{4})}) — знаходження парування мінімальної (або максимальної) ваги між елементами двох скінчених множин за поліноміальний час
- Алгоритм Габо

#### Ізоморфізм
- Ласло Бабай [Архівовано 16 серпня 2016 у Wayback Machine.]

#### Інше
- Алгоритм на основі пружин — алгоритм для малювання графа
- Неблокуючий мінімальний охоплюючий перемикач наприклад, для телефонного зв'язку
- Алгоритм Ґірвана - Ньюмана[en] — алгоритм пошуку спільнот в складних системах (соціальних мережах).

### Алгоритми пошуку в масиві (списку,...) даних

#### Елементи впорядковані (відсортовані)
- Двійковий пошук: шукає елемент у впорядкованому списку
- Інтерполяційний алгоритм пошуку: подібний до алгоритму двійкового пошуку

#### Елементи не впорядковані (не відсортовані)
- Лінійний пошук: шукає елемент у не відсортованому списку
- Алгоритм вибору: знаходить k-ий найбільший елемент
- Хеш-таблиця: шукає елемент у невпорядкованій множині за час O(1)

#### Із створення нової структури
- Бінарне дерево пошуку: використовує бінарне дерево для збереження елементів
- Алгоритм пошуку SMA*: модифікація алгоритму А* з обмеженим використанням пам'яті
- Алгоритм пошуку D*: вдосконалений варіант А*, враховує нову інформацію про середовище
- Пошук за критерієм вартості: алгоритм пошуку на деревах, що знаходить найдешевший шлях

### Алгоритми пошуку в рядках

#### Пошук на рядках
- Алгоритм Ахо — Корасік: алгоритм оснований на дереві префіксів, що знаходить всі збіги в словнику
- Алгоритм бітап[en] - нечіткий алгоритм, що з'ясовує приблизну рівність рядків
- Алгоритм Бояра — Мура
- Алгоритм Бояра — Мура — Горспула
- Алгоритм Кадана[en] - знаходить максимальний підмасив довільного розміру
- Алгоритм Кнута — Моріса — Прата: не проводить повторної перевірки рівних літер
- Алгоритм Коменц — Вальтер: подібно до алгоритму Ахо — Корасік шукає всі збіги в словнику
- Алгоритм Рабіна — Карпа: ефективний пошук за багатьма шаблонами
- Пошук найдовшої спільної підпослідовності: динамічний алгоритм Хаскеля
- Найдовша зростаюча підпослідовність
- Пошук найкоротшої спільної надпослідовності[en]
- Пошук найдовшого спільного рядка

#### Приблизний збіг
- Алгоритм Гіршберга[en] - алгоритм знаходження відстані редагувань
- Відстань Левенштейна
- Метафон: алгоритм індексування слів за їх вимовою в англійській мові
- Алгоритм Нідлмана — Вунша
- NYSIIS: фонетичний алгоритм
- Алгоритм Сміта - Вотермана[en]
- Саундекс

### Алгоритм сортування

#### Сортування обміном
- Сортування бульбашкою
- Сортування змішуванням
- Парне-непарне сортування (сортування цеглинами)
- Сортування гребінцем
- Сортування гнома
- Швидке сортування
- Stooge sort
- Випадкове сортування

#### Сортування вибором
- Сортування вибором
- Пірамідальне сортування
- Плавне сортування
- Декартове дерево
- Tournament sort[en]

#### Сортування включенням
- Сортування включенням
- Сортування Шелла
- Двійкове дерево пошуку
- Сортування вставкою з проміжками
- Patience sorting[en]
- Splaysort[en]
- Сортування двійковим деревом
- Library sort[en]
- Patience sorting[en]
- Cycle sort[en]

#### Сортування злиттям
- Сортування злиттям
- Ниткоподібне сортування
- Cascade merge sort[en]
- Oscillating merge sort[en]
- Polyphase merge sort[en]

#### Алгоритми без порівнянь
- Сортування за розрядами
- Сортування комірками
- Сортування підрахунком
- Цифрове сортування
- Burstsort[en]
- Bead sort[en]

#### Гібридні
- Timsort
- Block sort[en]
- Introsort[en]
- Spreadsort[en]

#### Інші
- Топологічне сортування
- Sorting network[en]
- Bitonic sorter[en]
- Flashsort[en]
- Pancake sorting[en]

### Імовірнісні алгоритми
- Atlantic City algorithm[en]
- Лас-Вегас (алгоритм)
- Алгоритм Монте-Карло

## Інформатика

### Архітектура комп'ютера
- Алгоритм Томасуло

### Комп'ютерна графіка
- Відсікання
  - Відсікання ліній
    - Алгоритм Коена — Сазерленда
    - Алгоритм Кіруса — Бека
    - Алгоритм Ліангу–Барського
- Ізолінії та Ізоповерхні
  - Marching cubes
  - Marching squares[en]
  - Marching tetrahedrons[en]: альтернатива Marching cubes
- Заливка: заповнення зв'язної області багатовимірного масиву вказаним символом
- Глобальне освітлення: Враховується безпосереднє освітлення та віддзеркалені промені
  - Ambient occlusion
  - Beam tracing[en]
  - Cone tracing[en]
  - Image-based lighting[en]
  - Metropolis light transport[en]
  - Трасування шляху
  - Метод фотонних карт
  - Освітлення
  - Трасування променів
- Визначення прихованої поверхні[en]
  - Алгоритм Ньюелла: видалення зациклень полігонів при сортуванні у глибину при видаленні прихованої поверхні
  - Алгоритм художника: визначення видимих частин тривимірної сцени
  - Алгоритм «Scanline»
  - Warnock algorithm[en]
- Алгоритми побудови відрізка: апроксимація відрізка на дискретний графічний пристрій
  - Алгоритм Брезенхейма: зображення точок відрізка за заданими кінцями з використанням тільки цілих чисел
  - Алгоритм DDA-лінії: зображення точок відрізка за заданими кінцями з використанням чисел з рухомою комою
  - Алгоритм Ву: використовується для екранного згладжування
- Растеризація кола: визначає точки необхідні для малювання кола
- Алгоритм Рамера — Дугласа — Пекера: дозволяє зменшити кількість точок для апроксимації кривої
- Шейдинг
  - Затемнення за Гуро: імітує ефект освітлення поверхні в 3D графіці
  - Затемнення за Фонгом: використовує інтерполяцію векторів-нормалей до поверхні для обчислення затемнення
- Slerp (сферична лінійна інтерполяція, англ. spherical linear interpolation): інтерполяція кватерніонами, використовується для анімації 3D обертання
- Інтегральне зображення: алгоритм для обчислення суми значень у прямокутній підмножині

### Криптографічні алгоритми
- Асиметричні алгоритми (алгоритми з відкритим ключем):
  - DSA
  - Схема Ель-Гамаля
  - NTRUEncrypt
  - RSA
- Криптографічні хешувальні функції:
  - BLAKE
  - HMAC
  - JH
  - Keccak
  - MD2
  - MD4
  - MD5 — слід зазначити, що існує метод генерації колізій для MD5
  - MD6
  - RIPEMD-160
  - SHA-1
  - SHA-2
  - SHA-3
  - Skein
  - Tiger (TTH), зазвичай використовується в геш-деревах
- Криптографічні генератори псевдовипадкових чисел
  - Алгоритм Блум Блум Шуба — базується на складності факторизації цілих чисел
  - Fortuna, розглядався як покращення у порівнянні з алгоритмом Яроу
  - Лінійний зсувний регістр зі зворотнім зв'язком
  - Алгоритм Яроу
  - Генератор Фібоначчі
  - Інверсивний конгруентний метод

- Обмін ключами
  - Алгоритм Діффі — Гелмана
- Поділ секрету
  - Схема Блекі
  - Схема Шаміра
- Симетричні алгоритми (алгоритми з секретним ключем):
  - Advanced Encryption Standard (AES), переможець на конкурсі NIST, також відомий як «Алгоритм Рейндайля»
  - Blowfish
  - Twofish
  - Threefish
  - Serpent
  - Data Encryption Standard (DES), інколи DE Algorithm, переможець конкурсу NBS, замінений AES для більшості застосувань
  - Triple DES, особливий режим шифрування алгоритмом DES.
  - IDEA
  - RC4
  - Tiny Encryption Algorithm

## Стиснення даних

### Стиснення без втрат
- Код Хаффмана
- Алгоритм Лемпеля — Зіва — Велча
- Кодування довжин серій

### Стиснення з втратами
- Дискретне перетворення Фур'є
- Дискретне косинусне перетворення

## Обчислювальна математика

### Алгоритми оптимізації
- Лінійний пошук

### Обчислювальна геометрія

#### Задачі геометричного пошуку (запиту)
Локалізація точки
- Належність точки многокутнику — визначити чи точка знаходиться ззовні чи всередині даного многокутника. Трудомісткість — {\displaystyle O(n)}.
- Найближча пара точок

#### Побудоваопуклої оболонкимножини точок
- Алгоритм Грехема — трудомісткість {\displaystyle O(n\log n)}.
- Алгоритм загортання подарунка (Джарвіса) — трудомісткість {\displaystyle O(nh)}, {\displaystyle h} — кількість точок опуклої оболонки.
- Алгоритм Ендрю — трудомісткість {\displaystyle O(n\log n)}. Вдосконалений алгоритм Грехема.
- Алгоритм Кіркпатрика — Зейделя — трудомісткість {\displaystyle O(n\log h)}, {\displaystyle h} — кількість точок опуклої оболонки.
- Алгоритм Чена — трудомісткість {\displaystyle O(n\log h)}, {\displaystyle h} — кількість точок опуклої оболонки.
- Алгоритм швидкої оболонки — трудомісткість {\displaystyle O(n^{2})}, в середньому — {\displaystyle O(n\log n)}.
- Задача динамічної підтримки опуклої оболонки

#### Тріангуляція
- Тріангуляція многокутника — розкладання простого многокутника на множину трикутників
- Тріангуляція Делоне множини P, коли жодна точка множини P не знаходиться всередині кола описаного довкола трикутника з тріангуляції
- Псевдотріангуляція — розбиття на псевдотрикутники

Діаграма Вороного
- Алгоритм Форчуна — алгоритм побудови діаграми Вороного через замітаючу пряму. Трудомісткість {\displaystyle O(n\log n)}.

#### Перетин відрізків
- Алгоритм Бентлі — Оттманна

### Символьні обчислення
- Ділення многочленів

### Теорія чисел (алгоритми)
- Двійковий алгоритм обчислення найбільшого спільного дільника — ефективний спосіб обчислення НСД.

### Чисельні методи

#### Диференціальні рівняння
- Метод Ейлера

## Розробка програмного забезпечення

### Розподілені обчислення
- Алгоритм вибору лідера — позначення одного процесу як організатора завдання, розподіленого між декількома вузлами.

### Операційні системи
- Алгоритм банкіра: Алгоритм уникнення взаємних блокувань.
- Алгоритм хулігана: Вибір нового лідера із багатьох комп'ютерів.
- Алгоритми заміни сторінок: Вибір сторінки для заміни в умовах браку пам'яті.
  - Адаптивний кеш замін[en]: швидкодія краща за попередній алгоритм.

#### Алгоритмисинхронизації процесів
- Алгоритм Декера
- Алгоритм пекарні Лампорта
- Алгоритм Пітерсона

## Машинне навчання та статистична класифікація

### Машинне навчання

#### Кероване навчання
- Прихована марковська модель
- Баєсова мережа
  - Наївний баєсів класифікатор
- Метод найближчих k-сусідів
- Дисперсійний аналіз
- Випадковий ліс
- Метод опорних векторів
- Мінімальна довжина повідомлення
  - Analogical modeling
- Ледаче навчання
- Навчання на прикладах
- Метод групового урахування аргументів
- Кригінг
- Умовне випадкове поле
- Information Fuzzy Networks
- Ensembles of classifiers
  - Bootstrap aggregating
  - Підсилювання (машинне навчання)
- Ripple-down rules[en]
- Ймовірнісно приблизно коректне навчання
- Logistic model tree[en]
- Learning vector quantization[en]
- Learning automata[en]
- Inductive logic programming[en]
- Gene expression programming[en]
- Case-based reasoning[en]
- Навчання асоціативних правил
  - Алгоритм Apriori
  - Eclat algorithm[en]
- Averaged one-dependence estimators[en]
- Метод зворотного поширення помилки — метод навчання багатошарового перцептрону

#### Некероване навчання
- ЕМ-алгоритм
- Векторне квантування
- Generative topographic map[en]
- Information bottleneck method[en]

#### Навчання з підкріпленням
- Метод часових різниць
- Q-навчання
- Learning automata[en]
- State-Action-Reward-State-Action

#### Глибоке навчання
- Глибока мережа переконань
- Машина Больцмана
- Згорткова нейронна мережа
- Рекурентна нейронна мережа
- Ієрархічна часова пам'ять

#### Інше
- Самоорганізаційна Карта Кохонена - методом проектування багатовимірного простору в простір з нижчою розмірністю. Нейронна мережа з нескерованим навчанням, що виконує завдання кластеризації
- Метод корекції помилки - метод навчання перцептрона
- Метод корекції зі зворотною передачею сигналу помилки - метод навчання перцептрона

## Інші

### Аналіз потоків даних
- Фільтр Блума
- Алгоритм Флажолет — Мартіна[en])
- Алгоритм Алона — Матіаса — Сцегді (Alon-Matias-Szegedy Algorithm)
- Алгоритм ДГІМ (Datar-Gionis-Indyk-Motwani Algorithm)

### Множення матриць
- Алгоритм перемножування матриць
- Алгоритм Штрассена (1969)
- Алгоритм Пана (1978)
- Алгоритм Біні (1979)
- Алгоритми Шенхаге (1981)
- Алгоритм Копперсміта — Вінограда (1990)

### Інші
- Алгоритм Кулі — Тьюкі - алгоритм швидкого перетворення Фур'є
- Алгоритм Лукаса — Канаде - диференційний локальний метод обчислення оптичного потоку
- Алгоритм обчислення дня тижня
- Алгоритм Барнса — Хата - моделювання гравітаційної задачі з N тіл відповідно до класичної гравітаційної теорії Ньютона
- Алгоритм Бута - алгоритм добутку, який дозволяє здійснювати операцію добутку пари знакових двійкових чисел у додатковому коді
- Алгоритм Дойча — Йожи - полягає у визначенні, чи є функція двійкової змінної {\displaystyle f(n)} константою або збалансованою.
- Алгоритм зозулі - розв'язування різноманітних задач оптимізації
- Алгоритм AC-3 - розв'язання зада́ч викона́ння обме́жень
- Алгоритм Шеннона — Фано - один з перших алгоритмів стиснення
- Алгоритм Шьонхаге — Штрассена - алгоритм множення великих цілих чисел
- Алгоритм Діксона - є універсальним алгоритмом факторизації
- Метафон - фонетичний алгоритм, для індексації слів в англійській вимові.
- Саундекс - фонетичний алгоритм для індексації назв за звучанням, в англійській мові.
- CSA - алгоритм шифрування, який використовується для захисту цифрового телевізійного потоку від несанкціонованого доступу.
- OPTICS - алгоритм знаходження щільності на основі кластерів у просторових даних.
- Random forest - алгоритм машинного навчання
- RBFS - Рекурсивний пошук по першому найкращому збігу
- Алгоритм Кехена - алгоритм обчислення суми послідовності чисел з рухомою комою
- Алгоритм Евкліда - метод обчислення найбільшого спільного дільника
- Швидке піднесення до степеня - алгоритм, призначений для піднесення числа x до натурального степеня n
- Числа Фібоначчі - швидкий алгоритм обчислення чисел Фібоначчі
- Алгоритм Лю Хуея
- Алгоритм Брента — Саламіна
- Алгоритм Вітербі - алгоритм пошуку найбільш відповідного списку станів (званого шляхом Вітербі)
- Алгоритм Ріша
- Метод Якобі
- Стемінг - скорочення слова до основи шляхом відкидання допоміжних частин
- Алгоритм Луна - використовується для перевірки різних ідентифікаційних номерів
- Алгоритм Шраєра–Сімса[en]
- Алгоритм Гопкрофта — Тар'яна
- Офлайновий алгоритм Тар'яна для пошуку найближчого спільного предка
- Алгоритм Тар'яна для обчислення сильно зв'язних компонентів
- Криптографія на ґратках
- Алгоритм Шора
- Karp-Papadimitriou-Shenker algorithm
- Count-Min sketch
- Sticky sampling
- Lossy counting
- Sample and Hold
- Multi-stage Bloom filters
- Count-sketch
- Sketch-guided sampling
- Метод Куайна - спосіб мінімізації функцій алгебри логіки
- Метод Куайна — Мак-Класкі - табличний метод мінімізації булевих функцій
- Карта Карно - метод спрощення виразів булевої алгебри